# 伊丽莎白·托伊雷尔
伊丽莎白·托伊雷尔（德語：Elisabeth Theurer，1956年9月20日—），奥地利女子马术运动员。她曾代表奥地利参加1980年、1984年和1992年夏季奥林匹克运动会马术比赛，获得一枚金牌。